# Álvaro Mel
Álvaro García Sierra (Salamanca, Castilla y León, 14 de septiembre de 1996) conocido artísticamente como Álvaro Mel es un actor y modelo español. Es conocido por interpretar a Tomás Peralta en La otra mirada.

## Biografía
Nació en Salamanca en 1996. Comenzó su carrera en 2016 como influencer en la red social Instagram, donde se ha convertido en toda una celebridad. Incluso ha sido reconocido como uno de los influencer más importantes de España por la revista Forbes.
Su carrera como actor comenzó en 2018 con un pequeño papel en la serie de Playz Bajo la red, donde interpretó a Joel. Ese mismo año, se incorporó como parte del elenco principal a la serie de TVE La otra mirada, donde interpretó a Tomás Peralta durante las dos temporadas de la serie. Un año más tarde, interpretó a Guille en la serie de Telecinco y Amazon Prime Video Madres. Amor y vida.
En 2020 se conoció la noticia de que se unía al elenco principal de la serie dirigida por Alejandro Amenábar La Fortuna, una superproducción internacional donde le acompañan actores como Ana Polvorosa, Stanley Tucci o Clarke Peters. En la serie interpreta al inexperto diplomático Álex Ventura, que se ve convertido sin proponérselo en el líder de una misión que pondrá a prueba todas sus convicciones. En julio de 2021 se anunció su fichaje como personaje principal para la segunda temporada de Paraíso, serie emitida en Movistar+, donde interpreta a Mateo.
En 2023 protagonizó junto a Anna Castillo, la miniserie de Netflix Un cuento perfecto, adaptación de la novela homónima de Elísabet Benavent, donde dio vida a David.
En 2025 protagonizó junto a Nadia de Santiago la serie de época Manual para señoritas, producida por Bambú Producciones y estrenada en Netflix el 28 de marzo. Ambientada en el Madrid de 1880, la serie combinaba comedia romántica y drama, y fue comparada por la crítica con Los Bridgerton por su tono desenfadado y estética cuidada. Mel interpretaba a Santiago Torres, un joven pretendiente implicado en enredos amorosos junto a la carabina Elena Bianda. A pesar de su llamativa ambientación, la serie fue cancelada tras una sola temporada. 

## Filmografía

### Televisión
| Año       | Título                | Personaje                | Notas                                       |
| --------- | --------------------- | ------------------------ | ------------------------------------------- |
| 2018      | Bajo la red           | Joel                     | Recurrente; 4 episodios                     |
| 2018–2019 | La otra mirada        | Tomás Peralta            | Elenco principal; 20 episodios              |
| 2019      | Madres. Amor y vida   | Guille                   | 1 episodio                                  |
| 2021      | La Fortuna            | Alejandro «Álex» Ventura | Protagonista (miniserie); 6 episodios       |
| 2022      | Paraíso               | Mateo                    | Elenco principal (temporada 2); 8 episodios |
| 2023      | Un cuento perfecto    | David                    | Protagonista (miniserie); 5 episodios       |
| 2025      | Manual para señoritas | Santiago Torres          | Protagonista; 8 episodios                   |

### Cine
| Año  | Título                             | Rol                     | Director           | Notas               |
| ---- | ---------------------------------- | ----------------------- | ------------------ | ------------------- |
| 2023 | El club de los lectores criminales | Sebastián «Sebas» Hoyos | Carlos Alonso-Ojea | Película de Netflix |

## Premios y nominaciones
| Año  | Premio         | Categoría                                   | Trabajo nominado | Resultado | Ref.   |
| ---- | -------------- | ------------------------------------------- | ---------------- | --------- | ------ |
| 2021 | Premios Forqué | Mejor interpretación masculina en una serie | La Fortuna       | Nominado  | [ 11 ] |
| 2022 | Premios Iris   | Mejor interpretación masculina              | La Fortuna       | Nominado  | [ 12 ] |